# Joanita
| Recensione | Giudizio |
| ---------- | -------- |
| Newsic     | 8/10     |
| Ondarock   | 7/10     |
| Rockit     | Positivo |
| Rockol     | 7/10     |

Joanita è il secondo album in studio della cantautrice italiana Joan Thiele, pubblicato il 21 febbraio 2025 con doppia etichetta Numero Uno e Sony Music.
L'album contiene il brano Eco, con cui la cantautrice ha gareggiato al 75º Festival di Sanremo, classificandosi al ventesimo posto al termine della manifestazione.

## Antefatti e descrizione
Successivamente alla pubblicazione dell'album di debutto Atti nel 2022, la cantautrice ha iniziato a comporre nuovi brani, trasferendosi nel 2024 a Los Angeles, in California, dove ha scritto e composto brani con Callum Connor, frontman del gruppo R&B Free Nationals.
Il progetto discografico si compone di quattordici tracce scritte dalla stessa Joan Thiele con la collaborazione di autori e produttori, tra cui Adel Al Kassem, B-Croma, Callum Connor, Emanuele Triglia, Simone Benussi, in arte Mace, Hether, Joe Harrison e Stefano Tognini, in arte Zef. Inoltre, si tratta del primo album della cantautrice eseguito interamente in italiano. In un'intervista rilasciata al quotidiano Il manifesto, l'artista ha spiegato il significato del progetto e la sua genesi:

## Promozione

### Singoli
Il 6 dicembre 2024 è stato pubblicato Veleno come primo singolo estratto dall'album.
Il secondo singolo estratto dall'album, Eco, è stato pubblicato il 12 febbraio 2025 in concomitanza alla partecipazione della cantautrice al 75º Festival di Sanremo.
Il 27 giugno 2025 è uscito Allucinazione come primo singolo estratto dalla riedizione digitale dell'album.

### Tour
Per promuovere il disco, la cantautrice è stata impegnata in tour che l'ha vista esibirsi in vari festival musicali e nei club italiani ed europei, attraverso il Joanita tour 2025 (da maggio ad agosto 2025).

## Tracce
Testi e musiche di Alessandra Joan Thiele ed Emanuele Triglia, eccetto dove indicato.
1. La forma liquida – 2:37
2. Veleno – 3:19 (musica: Matthew Merisola, Paul Castelluzzo)
3. Bacio sulla fronte – 2:44
4. Tramonto – 3:27 (testo: Alessandra Joan Thiele, Emanuele Triglia, Piero Umiliani)
5. Acqua blu – 2:39 (testo: Alessandra Joan Thiele, Emanuele Triglia, Piero Umiliani)
6. Occhi da gangster (feat. Frah Quintale) – 3:43 (testo: Alessandra Joan Thiele, Francesco Servidei, Rocco Giovannoni, Marco Spaggiari, Piero Umiliani – musica: Alessandra Joan Thiele, B-Croma)
7. Eco – 3:14 (testo: Alessandra Joan Thiele, Federica Abbate, Emanuele Triglia, Simone Benussi – musica: Alessandra Joan Thiele, Emanuele Triglia, Federico Nardelli)
8. Joanita – 0:57
9. Cruz – 3:02
10. XX L.A. – 3:02 (Alessandra Joan Thiele, Paul Castelluzzo, Matthew Merisola, Joe Harrison)
11. L'invisibile – 2:56 (testo: Alessandra Joan Thiele, Luca Faraone)
12. Dea – 3:16 (testo: Alessandra Joan Thiele, Joe Harrison, Matthew Merisola – musica: Joe Harrison, Matthew Merisola)
13. Volto di donna – 3:05 (testo: Alessandra Joan Thiele, Adel Al Kassem, Emanuele Triglia, Piero Umiliani – musica: Alessandra Joan Thiele, Emanuele Triglia, Adel Al Kassem)
14. Pazzerella – 1:05 (Alessandra Joan Thiele, Croce)

Traccia bonus della riedizione digitale
1. Allucinazione (testo: Alessandra Joan Thiele, Stefano Tognini – musica: Emanuele Triglia, Stefano Tognini)

## Classifiche
| Classifica (2025) | Posizione massima |
| ----------------- | ----------------- |
| Italia            | 12                |